# Simon Crean
Simon Findlay Crean (Melbourne, 26 de fevereiro de 1949 – Alemanha, 25 de junho de 2023) foi um político australiano que serviu como membro da Câmara dos Representantes de seu país de 1990 a 2013 representando Hotham. Também ocupou o cargo de ministro de diversas pastas, entre as quais do Comércio (2007–2010), da Educação (2010) e das Artes (2010–2013).

## Vida
Crean nasceu em Melbourne, filho de Frank Crean, que foi vice-primeiro ministro de Gough Whitlam. Ele estudou direito e economia na Monash University e esteve envolvido no movimento sindical desde muito jovem, tornando-se secretário-geral do Sindicato dos Armazenistas e Empacotadores em 1979. Ele foi eleito vice-presidente do Conselho Australiano de Sindicatos (ACTU). em 1981 e presidente em 1985. Crean deixou seu cargo ao ser eleito para o parlamento nas eleições federais de 1990 e foi imediatamente nomeado Ministro da Ciência e Tecnologia no governo Hawke. Ele ocupou vários outros cargos ministeriais até a derrota do Partido Trabalhista nas eleições de 1996.
Após a derrota eleitoral do Partido Trabalhista em 1998, Crean foi eleito vice-líder do ALP sob Kim Beazley, substituindo Gareth Evans. Ele foi eleito sem oposição para suceder Beazley como líder do partido após nova derrota nas eleições de 2001, tornando-se líder da oposição. Apesar do entusiasmo inicial por sua liderança, Crean lutou nas pesquisas de opinião e, em junho de 2003, Beazley o desafiou pela liderança. Embora Crean tenha vencido confortavelmente, as especulações sobre sua liderança apenas se intensificaram e, em novembro de 2003, ele anunciou que renunciaria, tornando Crean o primeiro líder do Partido Trabalhista a nunca enfrentar uma eleição federal; ele foi substituído por seu tesoureiro-sombra, Mark Latham.

Apesar de perder a liderança, Crean permaneceu uma figura importante dentro do Partido Trabalhista e voltou ao gabinete como Ministro do Comércio quando o Trabalhismo venceu a eleição de 2007. Crean apoiou Julia Gillard em seu desafio de liderança para Kevin Rudd em junho de 2010 e permaneceu no gabinete depois de ter sucesso. Embora ele tenha continuado a apoiar Gillard durante o derramamento de liderança em fevereiro de 2012, em março de 2013 ele anunciou que estava mudando o suporte para Rudd, provocando outro derramamento de liderança; Gillard o demitiu do Gabinete em resposta. Quando Rudd finalmente voltou como primeiro-ministro no derramamento de liderançaem junho de 2013, Crean concorreu sem sucesso para retornar ao cargo de vice-líder; ele posteriormente anunciou sua decisão de se aposentar da política nas eleições de 2013.